# Gladys Bentley
Gladys Bentley (Philadelphia, 1907. augusztus 12. – Los Angeles, 1960. január 18.) amerikai bluesénekesnő és zongorista volt a harlemi reneszánsz idején. Az anyai ágon trinidadi származású Gladys Bentley tündöklött, amikor az 1920-as években megjelent a Harry Hansberry's Clam House-ban New Yorkban ez a leszbikus, férfiruhába öltözött fekete nő. Frakkot és cilindert viselt, zongorázott, mély, morgó hangon énekelte saját, harsány dalszövegeit a kor népszerű dallamaira, miközben a teremben lévő nőkkel flörtölt.

## Pályakép
Gladys Bentley volt a legidősebb a négy gyermek közül egy alacsony jövedelmű családban. Mindig úgy érezte, hogy nemkívánatosak tartották. Az anyja kétségbeesetten azt akarta, hogy fiúnak szülessen: „Amikor azt mondták anyám lányt szült, nem volt hajlandó hozzám nyúlni, még csak nem is szoptatott, és a nagymamámnak 6 hónapig üvegből kellett etetnie.” Úgy vélte, hogy az elutasítottság érzése alakította viselkedését, soha nem akarta, hogy egy férfi hozzáérjen, gyűlölte a testvéreit, fiúruhákat hordott, és az általános iskolában beleszeretett az egyik tanítónőjébe.
1925-ben költözött Philadelphiából Harlembe tizenhatévesen. Hallotta, hogy a 133. utcai Harry Hansberry's Clam Housenak férfi zongoristára van szüksége. Ekkor kezdett férfiruhában fellépni. Népszerűvé, sikeressé vált. A fizetése heti 35 dollártól, plusz borravalótól indult, majd heti 125 dollárra rúgott, és a klubot hamarosan Barbara's Exclusive Club névre keresztelték át − akkori művészneve, Barbara „Bobbie” Minton után.
Ezután kezdett fellépni a Park Avenue-i Ubangi Clubban, kapott egy zongorakísérőt, és elég sikeres volt ahhoz, hogy béreljen egy 300 USD/hó lakást a Park Ave-n. Bejárta az országot, hírességek szerették meg.
Bentley nagy tehetséggel rendelkezett zongoristaként, énekesként és előadóművészként is. Előadásai komikusak, édeskések és kockázatosak is voltak a korszak és a közönség számára. Dalaiban férfiakat szólított meg, és nyíltan énekelt a szexuális kapcsolatokról. Sőt, gyakran énekelt célzások révén, olykor meg szószerint a női szeretőiről. Flörtölt a közönség soraiban található nőkkel. Leginkább a korabeli népszerű dalokat, bluest és azok paródiáit játszotta el gátlástalan humorral gúnyolódva. A szexuális töltetű afroamerikai blues szövegeket tisztességes, romantikus „fehér” balladákban alkalmazta – létrehozva ezzel a kapcsolatot két zenei forma között.
1928 augusztusában szerződést kötött az Okeh Records céggel, és a következő év során nyolc lemezt rögzítettek. 1930-ban felvett egy lemezoldalt az RCA Victornak, később az Excelsior és a Flame kiadók számára készített felvételeket.
Gladys Bentley leginkább mélyebb hangtartományban énekelt, de elérte a magas hangokat is. Eőadásai a fekete, a fehér, a meleg és a heteroszexuális közönség egyaránt csodált, számos híresség vett részt az előadásain. Langston Hughes így emlékezett Bentley karrierjének kezdetére:
„Két-három csodálatos éven át Miss Bentley egész éjszaka csak ült és zongorázott. Alig volt szünet a hangok között, az egyik dalról a másikra csúszott át, a dzsungel ritmusának erőteljes és folyamatos beütéseivel. Miss Bentley a zenei energia elképesztő mutatványosa volt – egy nagy, sötét, férfias hölgy, akinek a lába a padlót, míg az ujjai a billentyűzetet kopogtatták – egy afrikai szobor tökéletes példánya, saját ritmusa szerint mozogva.”
Az idők előrehaladtával és a szövetségi törvények folyamatosan változtak, és a Bentley-nek különleges engedélyekkel kellett rendelkeznie ahhoz, hogy férfiruhában szerepelhessen. Gyakran zaklatták, mert férfiruhát viselt. A McCarthy-korszakban kénytelen volt női ruhákat is hordani. Különböző leszbikus házasságkötésekkel is vádolták, ezekről nem tudni, hogy igazak-e?
A pletykavilág mindenesetre úgy véli, hogy 1930-ban Bentley egy Beatrice Robert nevű nővel élt együtt, 1931-ben pedig polgári szertartást tartott New Jersey-ben egy ismeretlen személyazonossággal rendelkező fehér nővel. Amikor Bentley Los Angelesbe költözött, állítólag hozzáment J. T. Gibsonhoz, aki 1952-ben halt meg. Ugyanabban az évben, amikor hozzáment Charles Robertshez, egy Los Angeles-i szakácshoz. A kaliforniai Santa Barbarában házasodtak össze, nászútra mentek Mexikóban. Gibson tagadta, hogy valaha is feleségül vette volna.Gladys Bentley írt egy esszét az „I Am a Woman Again” címmel az Ebony magazin számára, amelyben azt mondta, hogy műtéten esett át, amely „újra segített megváltoztatni az életét”.
Bentley 52 évesen, 1960-ban váratlanul halt meg Los Angeles-i otthonában, tüdőgyulladásban.

## Fellépőhelyek
- The Mad House, 133rd Street, Harlem, New York City, New York
- Harry Hansberry Gladys' Clam House, Harlem, New York
- Ubangi Club, Harlem, New York
- Connie's Inn ("Jungle Alley") New York
- Apollo Theater, Harlem, New York
- The Cotton Club(wd), Harlem, New York
- Joaquin El Rancho, Los Angeles
- Mona's 440 Club, North Beach, San Francisco

## Lemezek

### Okeh Records
- 1928: Worried Blues / Ground Hog Blues
- 1928: How Long, How Long Blues / Moanful Wailin' Blues
- 1928: Wild Geese Blues / How Much Can I Stand
- 1928: Wild Geese Blues / How Much Can I Stand
- 1929: Red Beans and Rice / Big Gorilla Man

### RCA Records
- 1930: Washboards Get Together / Kazoo Moan

### Excelsior Records
Gladys Bentley Quintette; 1945
- Boogie'n My Woogie / Thrill Me Till I Get My Fill
- Red Beans & Rice Blues / Find Out What He Likes (and How He Likes It)
- Big Gorilla Blues / Lay It on the Line
- Boogie Woogie Cue / Give It Up
- Notoriety Papa / It Went to the Girl Next Door

### Swingtime Records
- 1952: Jingle Jangle Jump vocals for Wardell Gray and the Dexter Gordon Quintet
- 1953: Fourth of July Boogie / June-Teenth Jamboree as Fatso Bentley

### Flame Records
- 1950-1952 között: Easter Mardi Gras / Before Midnight

## Fordítás
Ez a szócikk részben vagy egészben  a   Gladys Bentley című angol Wikipédia-szócikk ezen változatának fordításán alapul.  Az eredeti cikk szerkesztőit annak laptörténete sorolja fel. Ez a jelzés csupán a megfogalmazás eredetét és a szerzői jogokat jelzi, nem szolgál a cikkben szereplő információk forrásmegjelöléseként.